# 호시카부토

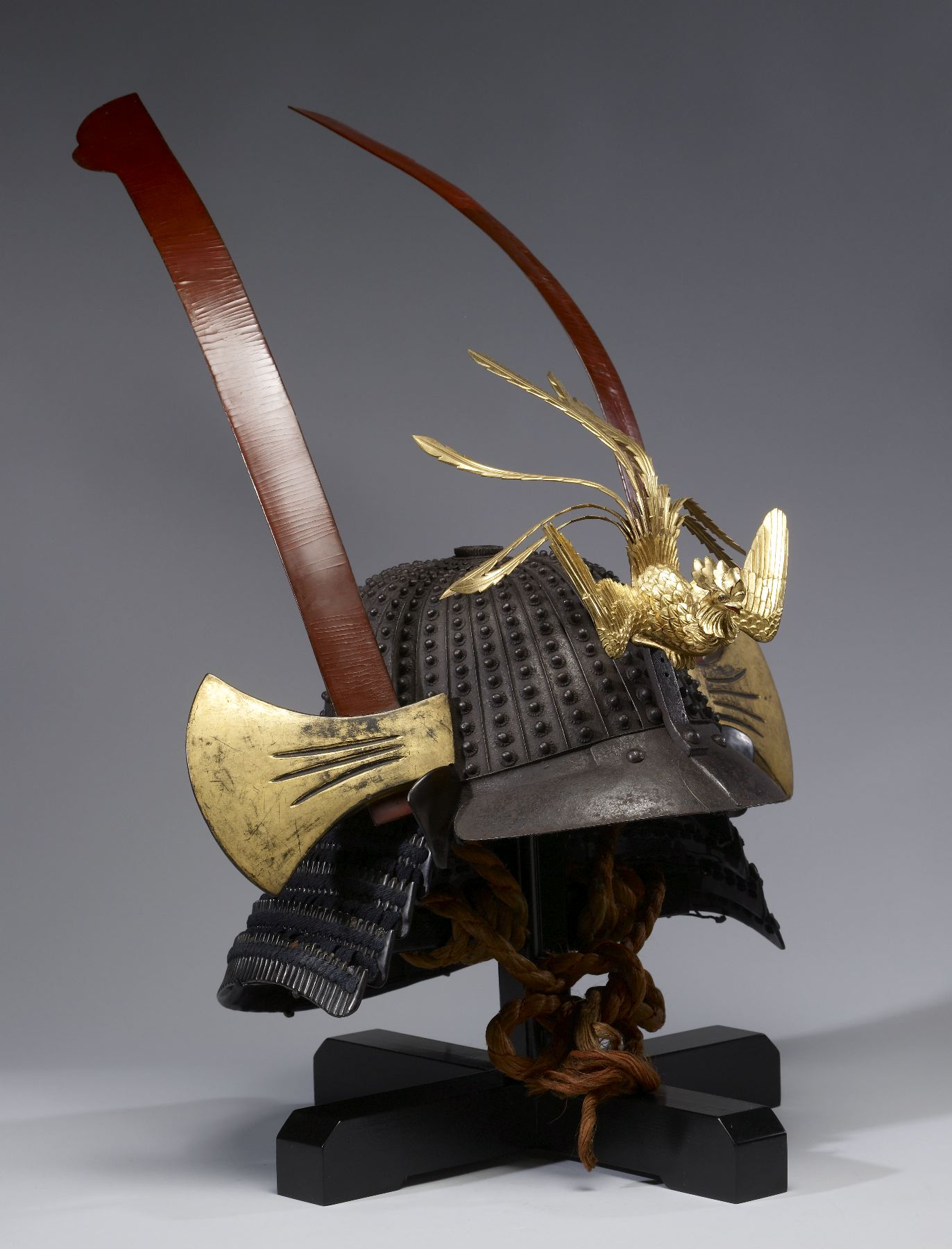

호시카부토(일본어: 星兜)는 가부토(일본 투구)의 일종으로, 헤이안 시대 중기 무렵 발생했다. 무로마치 시대 전기에 스지카부토가 유행함에 따라 일시적으로 쇠퇴하지만 센고쿠 시대에 다시 사용되어 에도 시대까지 이르렀다. "호시카부토"란 "별 투구"라는 뜻으로, 투구 머리통의 판금을 리벳을 쳐서 고정한 모양이 마치 천구에 별이 박힌 것과 같다고 해서 붙은 이름이다.